# Кундравинское
Кундрави́нское — озеро в Челябинской области, в Чебаркульском районе, юго-западнее города Чебаркуль.

## География
Севернее озера расположены озёра Еланчик и Большой Еланчик, вблизи находится исток реки Увелька. У берегов Кундравинского расположена деревня Бутырки и село Кундравы, а также недалеко деревня Сарафаново.
Административно входит в Кундравинское сельское поселение.

## Название
Название происходит от тюркского мужского имени Кундряс, что означает «сильный». По преданию здесь, на берегу озера, жил башкирин Кундряс. В середине XVIII века здесь возникла русская слобода Кундравинская, позднее — казачья станица и село Кундравы.

## Растительный и животный мир
Дно озера с выходами горных пород, неровное, покрыто мощными илистыми отложениями. До 2010 года здесь была запрещена рыбалка, сейчас она платная. Здесь обитает карась, щука, карп, пелядь, плотва, линь, лещ, ёрш и окунь.